# Enoplotrupes bieti morishitai
Enoplotrupes bieti morishitai es una subespecie de coleóptero de la familia Geotrupidae.

## Distribución geográfica
Habita en Nepal.